# Видавництво музики
Видання музики — видавництво музики. Видавці музики спочатку видавали ноти. Коли авторські права стали юридично захищеними, видавці музики почали відігравати роль в управлінні інтелектуальною власністю композиторів.

## Видання музичного друку
Термін «музичний видавець» спочатку означав видавців, які видавали ноти, скопійовані вручну або друковані.
Приклади (хто активно займається бізнесом станом на  June 2019):
- Breitkopf & Härtel, Лейпциг, заснований 1719 рік
- Шотт, Майнц, 1770 рік
- Оксфордський університетський прес, Оксфорд, заснований 18 століття
- Видання Петерс, Лейпциг, 1800 рік
- Фрідріх Хофмайстер Музикверлаг, Лейпциг, заснований в 1807 році
- Каса Рікорді, Мілан, заснована в 1808 році
- G. Schirmer, Inc., Нью-Йорк, заснована в 1861 році
- Ернст Ейленбург, Лейпциг, заснований в 1874 році
- Циммерманн, заснований в 1876 році
- Universal Edition, Відень, 1901
- Bärenreiter, заснований в 1923 році
- Доктор Дж. Буц, Бонн, заснований в 1924 році
- Boosey & Hawkes, Лондон, заснована в 1930 році
- Ганс Сікорський, Гамбург, 1935 рік
- ШІМ, Краків, заснований 1945
- Г. Хенле Верлаг, Мюнхен, заснований 1948 [1] рік
- Карус-Верлаг, Штутгарт, заснований 1972 рік
- Видання Güntersberg, Heidelberg, засноване в 1990 році
- Hänssler

## Управління інтелектуальною власністю
У музичній індустрії музичний видавець або видавнича компанія відповідає за те, щоб автори пісень та композитори отримували виплати, коли їх композиції використовуються в комерційних цілях. За допомогою угоди, яка називається видавничим контрактом, автор пісень або композитор «передає» авторське право на свою композицію видавничій компанії. Натомість компанія ліцензує композиції, допомагає контролювати, де композиції використовуються, збирає роялті та розподіляє їх композиторам. Вони також забезпечують замовлення музики та просувають існуючі композиції виконавцям звукозапису, кіно та телебачення.
Авторські права, що належать видавничим компаніям і належать їм, є однією з найважливіших форм інтелектуальної власності в музичній індустрії. (Іншим є авторське право на головний запис, який, як правило, належить звукозаписуючій компанії). Видавничі компанії відіграють центральну роль в управлінні цим життєво важливим активом.

### Роль музичного видавця
Успішні автори пісень та композитори мають стосунки з видавничою компанією, визначеними видавничим контрактом . Видавці також іноді надають значні аванси щодо майбутнього доходу. Натомість видавнича компанія отримує відсоток, який може досягати 50% і варіюється для різних видів роялті.
Існує декілька видів роялті: механічні роялті отримують від продажу записаної музики, наприклад, компакт-дисків або цифрових завантажень. Ці роялті виплачують видавцям звукозаписні компанії (через Агентство Гаррі Фокса, а також через Американське агентство з механічних прав [Архівовано 24 вересня 2017 у Wayback Machine.] у США). Роялті за виконавські винагороди збираються такими організаціями, які захищають виконавські показники, такими як SESAC, BMI, ASCAP або PRS, і виплачуються радіостанціями та іншими, які транслюють записану музику; і оплачуються майданчиками, організаторами заходів за живі виступи композицій. Роялті за синхронізацію потрібні, коли композиція використовується у саундтреку до фільму чи телебачення. Ці роялті, як правило, проходять через руки видавця музики, перш ніж дістатися до композитора.
Видавці також працюють над тим, щоб пов’язати нові пісні авторів пісень із відповідними виконавцями звукозапису, щоб записати їх та розмістити пісні письменників в інших засобах масової інформації, таких як саундтреки до фільмів та рекламні ролики. Вони, як правило, також розглядають питання реєстрації авторських прав та "права власності" для композитора. Видавці музичного друку також контролюють випуск співаків та нотних аркушів своїх виконавців.

### Публікація суперечок
Традиційно роялті за видавництво музики діляться на сімдесят / тридцять, при цьому тридцять відсотків надходять видавництву (як оплата їх послуг), а решта надходить автору пісень – або авторам пісень, залежно від обставин. У минулому були досягнуті й інші домовленості; хтось кращий для письменників, хтось кращий для видавців. Іноді художник, що записує, проситиме надати співавтору кредит на пісню (таким чином, ділившись як виконавцем, так і видаючи авторські гонорари) в обмін на вибір її для виконання, особливо якщо сценарист недостатньо відомий. Іноді менеджер або продюсер художника очікує співкредитування або частки видавничої справи (як це було з Норманом Петті та Філом Спектором), а іноді видавець наполягатиме на кредиті письменника (як це робив Морріс Леві з кількома своїми діями); ці практики перераховані у порядку зростання скрупульозності, як вважає музична індустрія.
Найбільш недобросовісний тип видавців музики — це пісенний акул, який практично не робить справжніх «легких робіт» або просування від імені авторів пісень. Songsharks отримують прибуток не від роялті від продажів, а за рахунок оплати недосвідченим письменникам «послуг» (деякі реальні, такі як демонстраційний запис або аранжування музики, деякі вигадані, такі як «прослуховування» або «рецензія»), який законний видавець надасть без витрат на письменника, як частину його роботи. (Для порівняння, добросовісний видавець, який стягує плату за вхід у майстерню для письменників, де пісні можуть прослуховуватися чи переглядатись, не помиляється, роблячи це.)
Піонер рок-н-ролу Бадді Холлі розлучився з давнім менеджером Норманом Петті з приводу публікацій у кінці 1958 року, як і «Бакінгемс» з продюсером Джеймсом Вільямом Герсіо майже десять років потому. Джон Фогерті з Creedence Clearwater Revival був поданий до суду на його колишнього видавця Саула Заенца (який також був його менеджером) за пізніше пісню Fogerty, яка звучала трохи як пісня CCR, опублікована Zaentz. (Фогерті переміг у суді.)
Кілька колективів та виконавців володіють (або пізніше купують) власні видавничі роботи та створюють власні компанії, за допомогою або без допомоги стороннього агента. Продаж чи втрата видавничої власності може бути руйнівною для даного художника чи письменника, фінансово та емоційно. Легенда R&B Маленький Річард, як і багато виконавців, здебільшого був обманутий за свої музичні публікації та авторські права. Брайан Уілсон і Майк Лав із The Beach Boys були розчаровані, дізнавшись, що Меррі Вілсон (батько трьох із Beach Boys, дядько Лава та музичний видавець групи) продав свою компанію Sea of Tunes A&M Records протягом 1969 року за частку чого воно варте – чи зароблене в наступні роки.
Великим фактором розпаду «Бітлз» стало те, що їхній видавець Дік Джеймс продав свою частку «Північних пісень», компанії, яку вони створили з ним у 1963 році (потім відкрито в 1967 році, коли акції торгувалися на Лондонській фондовій біржі ), британській Associated TeleVision (ATV) в 1969 році. Ні «Бітлз», ні менеджери Лі Істман і Аллен Кляйн не змогли перешкодити ATV стати мажоритарними акціонерами «Північних пісень», активи яких включали практично всі авторські права на пісні групи. Втративши контроль над компанією, Джон Леннон і Пол Маккартні вирішили продати свою частку «Північних пісень» (і, таким чином, власні авторські права), зберігаючи авторські винагороди за свої авторські права. (Джордж Гаррісон і Рінго Старр зберегли міноритарні пакети акцій компанії.)